# Liste der Monuments historiques in Villiers-sur-Seine
Die Liste der Monuments historiques in Villiers-sur-Seine führt die Monuments historiques in der französischen Ortschaft Villiers-sur-Seine auf.
Bauwerke werden nicht gelistet.
Die Objekte sind der Kirche Saint-Aignan, 11 Grande Rue, in Villiers-sur-Seine zuzuordnen.

## Liste der Objekte
| Bezeichnung                                                                                              | Beschreibung                                                                                                 | Standort             | Kennzeichnung | Schutzstatus | Datum | Bild |
| --- | --- | -------------------- | ------------- | ------------ | ----- | ---- |
| Grabplatte (Epitaph) von Simon de Brévignon, der 1606 verstarb                                           | Steinmetzarbeit aus dem frühen 17. Jahrhundert                                                               | 11 Grande Rue (Lage) | PM77001876    | Classé       | 1976  |      |
| Grabplatte (Epitaph) eines Ritters                                                                       | Steinmetzarbeit aus dem 13. Jahrhundert: Der Abgebildete ist laut Inschrift 1280 verstorben.                 | 11 Grande Rue (Lage) | PM77001877    | Classé       | 1976  |      |
| Drei Statuen: Christus am Kreuz, die Jungfrau Maria und der Heilige Johannes                             | Im 16. Jahrhundert angefertigte, polychrom gefasste Holzfiguren.                                             | 11 Grande Rue (Lage) | PM77001878    | Classé       | 1981  |      |
| Taufbecken                                                                                               | 1774 wurde das steinerne Taufbecken mit Zierrändern und einem Holzdeckel geschaffen.                         | 11 Grande Rue (Lage) | PM77001879    | Classé       | 1981  |      |
| Hochaltar mit Altarbild und Tabernakel                                                                   | Der Altar zeigt ein Christusrelief und diverse Heilige und Putten.                                           | 11 Grande Rue (Lage) | PM77002410    | Inscrit      | 1977  |      |
| Statue der Jungfrau Maria mit Christuskind                                                               | Die geschnitzte und polychrom gefasste Holzfigur wurde im 18. Jahrhundert gefertigt.                         | 11 Grande Rue (Lage) | PM77002411    | Inscrit      | 1977  |      |
| (Weih-)Wasserbecken                                                                                      | Steinmetzarbeit aus dem 16. Jahrhundert                                                                      | 11 Grande Rue (Lage) | PM77003990    | Inscrit      | 1981  |      |
| Kanzel                                                                                                   | Die hölzerne Kanzel wurde im 18. Jahrhundert sich um den Pfeiler im Kirchenschiff angebracht.                | 11 Grande Rue (Lage) | PM77003989    | Inscrit      | 1981  |      |
| Wappen als Wandmalereien                                                                                 | Die Wandmalerei aus dem 18. Jahrhundert zeigt das Wappen von Harville und das Wappen der Jouvenel des Ursins | 11 Grande Rue (Lage) | PM77003988    | Inscrit      | 1981  |      |
| Wandgemälde: Thomas Becket (Thomas von Canterbury), Edmund of Abingdon und Szenen mit der Jungfrau Maria | Die Wandmalerei aus dem 16. und 18. Jahrhundert zeigt beide Heilige unter einer Gewölbearkade                | 11 Grande Rue (Lage) | PM77003987    | Inscrit      | 1981  |      |
| Statue (vermutlich Saint Aignan)                                                                         | Aus der Steinmetzarbeit wurde im 16. Jahrhundert diese polychrom gefasste Steinfigur geschaffen.             | 11 Grande Rue (Lage) | PM77002412    | Inscrit      | 1977  |      |
| Hochaltar                                                                                                | Der Holzaltar wurde im 18. Jahrhundert gefertigt.                                                            | 11 Grande Rue (Lage) | PM77003991    | Inscrit      | 1977  |      |

Zum Verständnis siehe: Kirchenausstattung
- Monuments historiques (Objekte) in Villiers-sur-Seine in der Base Palissy des französischen Kulturministeriums (französisch)